# Tō
Pour les articles ayant des titres homophones, voir Tau et Taux.
Pour les articles homonymes, voir To.
Un tō (塔, lit. « pagode »), parfois aussi appelé buttō (仏塔, lit. « pagode bouddhiste ») ou tōba (塔婆, lit. « pagode ») est la version japonaise de la pagode chinoise, elle-même interprétation du stūpa indien. Les pagodes sont typiquement bouddhistes et représentent une importante composante des complexes de temples bouddhistes japonais. Cependant, comme jusqu'à l'interdiction du mélange des kamis et des Bouddhas en 1868, un sanctuaire shinto était également un temple bouddhiste et réciproquement, il n'est pas rare d'en trouver aussi dans des sanctuaires. Itsukushima-jinja par exemple en possède un. 
Après la restauration de Meiji, le mot tō, utilisé auparavant dans un contexte exclusivement religieux, en est venu à désigner aussi une tour au sens occidental, comme la tour Eiffel (エッフェル塔, Efferu-tō). 
Des nombreuses formes d'une pagode japonaise, certaines sont construites en bois et sont appelées mokutō (木塔, lit. « pagode en bois »), mais la plupart sont faites de pierres taillées (sekitō (石塔, lit. « pagode en pierre »). Les pagodes en bois sont de grands bâtiments à deux niveaux (comme le tahōtō (多宝塔, lit. « pagode tahō »), voir photo ci-dessous) ou à nombre impair d'étages. Les pagodes en bois existantes à plus de deux niveaux ont presque toujours soit trois niveaux (et sont donc appelés sanjū-no-tō (三重塔, lit. « pagode à trois niveaux »)) ou cinq (et sont appelées gojū-no-tō (五重塔, lit. « pagode à cinq niveaux »)). Les pagodes en pierre sont presque toujours de petite taille, habituellement bien en dessous de 3 m et en règle générale n'offrent aucun espace utilisable. Si elles ont plus d'un niveau, les pagodes sont appelées tasōtō (多層塔, lit. « pagode à multiple niveaux ») ou tajūtō (多重塔, lit. « pagode à multiple niveaux »).
La taille d'une pagode se mesure en ken qui est l'intervalle situé entre deux piliers d'un bâtiment de style traditionnel. Un tahōtō par exemple peut faire 5 × 5 ken ou 3 × 3 ken. Le mot ken est généralement traduit (en anglais) par « baie » et se comprend plus comme indication des proportions que comme unité de mesure.

## Histoire

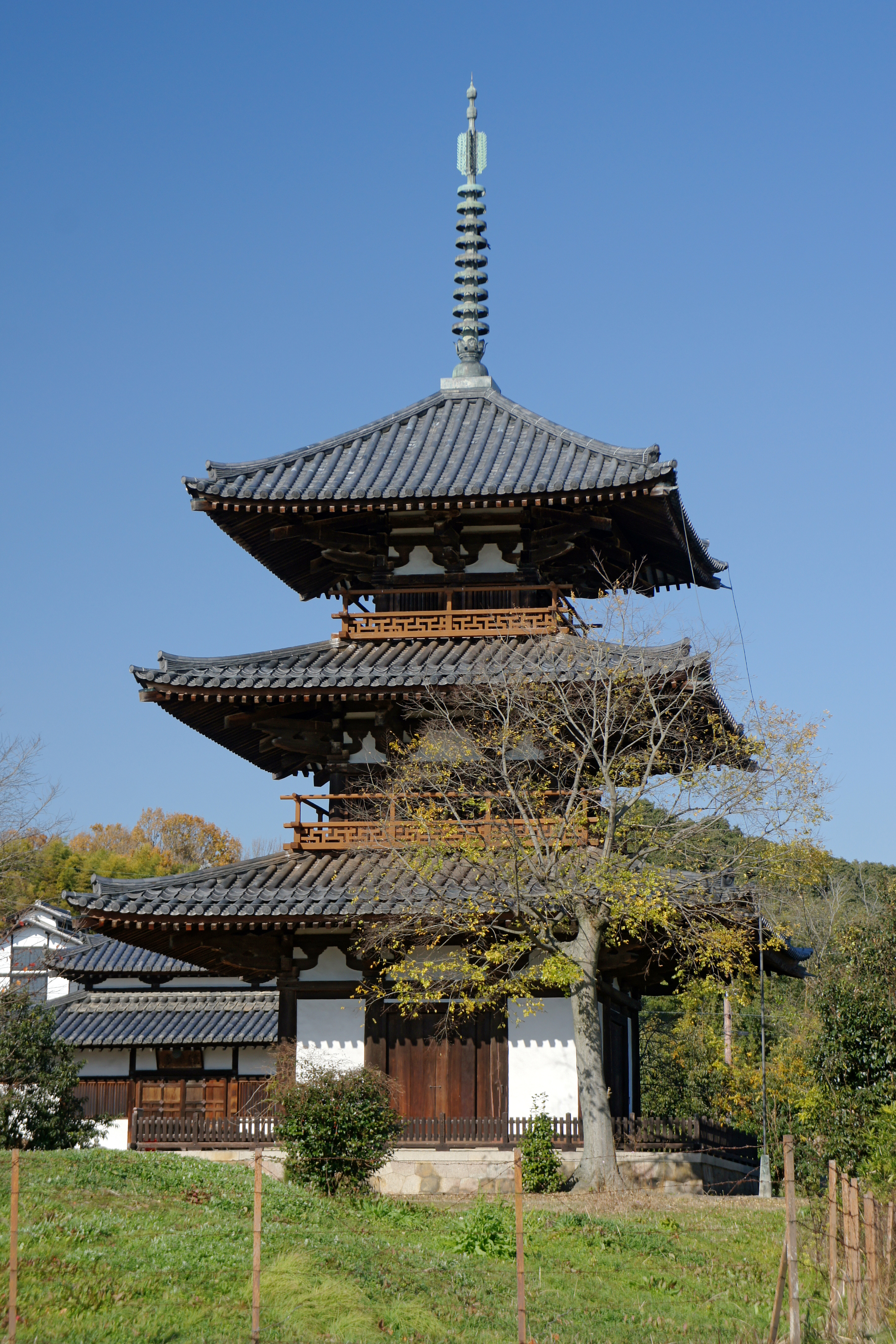
Plus ancienne pagode à deux étages du Japon à Hokki-ji, Ikaruga, préfecture de Nara. Elle a été construite en 706.

Le stūpa, à l'origine simple tertre contenant les cendres de Bouddha, développe une structure plus élaborée avec le temps tandis que son faîteau s'agrandit en proportion. Après être arrivé en Chine, le stūpa rencontre la tour de guet chinoise et se transforme en pagode, tour à nombre impair d'étages. Son emploi s'est ensuite propagé à la Corée et de là vers le Japon. Après son arrivée au Japon conjointement au bouddhisme au VIe siècle, la pagode est devenue l'un des points de repère des premiers shichidō garan. Au Japon, elle a évolué dans sa forme, sa taille et sa fonction pour enfin perdre son rôle initial de reliquaire. Elle est également devenue extrêmement commune tandis qu'elle est rare sur le continent asiatique.
Avec l'apparition de nouvelles sectes au cours des siècles ultérieurs, la pagode a perdu de son importance et s'est donc vue reléguée aux marges du garan. Les temples de la secte Jōdo disposent rarement d'une pagode. Pendant l'époque de Kamakura arrive au Japon la secte zen dont les temples ne possèdent normalement pas de pagode. 
Les pagodes sont à l'origine des reliquaires et ne contiennent pas d'images sacrées, mais au Japon nombre d'entre elles, par exemple la pagode à cinq niveaux de Hōryū-ji, abritent des statues de diverses déités. Pour permettre l'ouverture d'une salle au rez-de-chaussée et donc créer un espace utilisable, l'axe central de la pagode, qui à l'origine atteint le sol, a été raccourci aux étages supérieurs où il repose sur des poutres de support. Dans cette salle sont consacrées les statues des principaux objets de culte du temple. À l'intérieur des pagodes Shingon, il peut se trouver des peintures de déités appelées Shingon hasso (真言八祖) ; sur le plafond et sur l'arbre central, il peut aussi y avoir des décorations et des peintures.

### Évolution de la conception et de la structure
Le bord de l'avant-toit d'une pagode forme une ligne droite, chacune des arêtes étant plus courte que la précédente. Plus il y a de différences ente les niveaux (paramètre appelé teigen (逓減, « diminution graduelle ») en japonais), plus solide et plus sûre semble être la pagode. Tant les teigen que les épis de faîtage sont plus grands dans les anciennes pagodes, leur conférant une apparence de solidité. Inversement, les pagodes récentes ont tendance à être plus élancées et possèdent des faîteaux plus courts qui leur donnent une silhouette plus svelte.
Du point de vue structurel, les pagodes anciennes ont un « socle de pierres » (心礎, shinso) sur lequel est posé le « pilier principal » (心柱, shinbashira). Autour de celui-ci sont construits les piliers soutenant le premier étage, puis les poutres qui soutiennent les avant-toits et ainsi de suite. Les autres étages sont construits sur le premier achevé et au sommet du pilier principal est enfin installé le faîteau. Durant les époques ultérieures, toutes les structures d'appui sont érigées à la fois et plus tard leur sont fixées des pièces à la fonction plus esthétique.
Les premières pagodes ont un pilier central qui pénètrent profondément dans le sol. Avec l'évolution des techniques architecturales, il est d'abord posé sur un socle de pierre au niveau du sol, puis est raccourci et posé sur des poutres à l'étage pour permettre l'ouverture d'une salle,.
Leur rôle au sein du temple diminue graduellement tandis qu'elles sont fonctionnellement remplacées par des kondō. À l'origine pièces maîtresses des shichidō garan Shingon et Tendai, elles sont plus tard déplacées sur les côtés et finalement abandonnées, en particulier par les sectes zen, les dernières à paraître au Japon.

### Perte d'importance de la pagode au sein dugaran

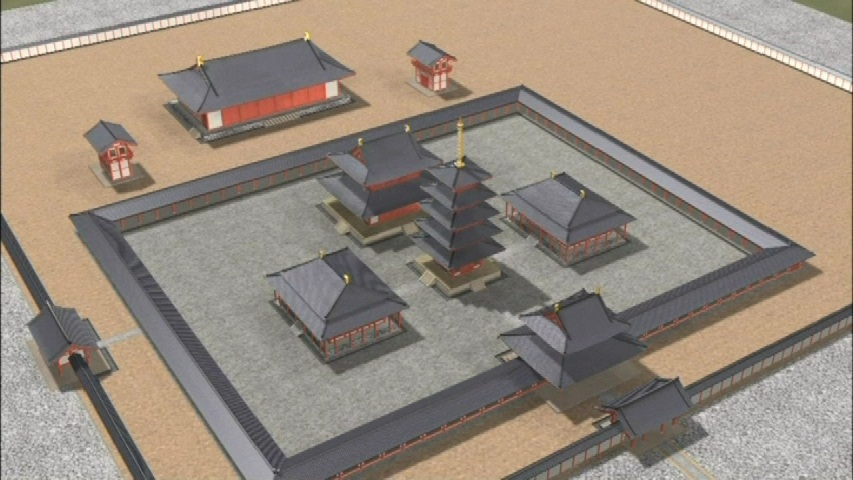
Reconstitution de l'agencement original d'Asuka-dera avec une pagode en son centre.

En raison des reliques qu'elles contiennent, les pagodes en bois sont la pièce maîtresse du garan, l'ensemble de sept édifices considérés comme indispensables pour un temple. Elles perdent progressivement de leur importance et sont remplacés par le kondō (« bâtiment d'or »), en raison des pouvoirs magiques supposés résider à l'intérieur des images conservées dans cet édifice. Cette perte de statut est si complète que les écoles zen, arrivées en retard au Japon depuis la Chine, ne disposent normalement d'aucune pagode dans leur garan. La disposition de quatre anciens temples illustre clairement cette tendance : dans l'ordre chronologique ce sont Asuka-dera, Shitennō-ji, Hōryū-ji et Yakushi-ji. Dans le premier, la pagode est au centre même du garan entouré de trois petits kondō (voir la reconstruction de la configuration originale du temple). Dans le deuxième, un kondō unique est au centre du temple avec la pagode face à lui. À Hōryū-ji, les deux édifices sont l'un à côté de l'autre. Yakushi-ji possède un unique et grand kondō au centre et deux pagodes sur les côtés. La même évolution peut être observée dans les temples bouddhistes en Chine.

## Pagodes en pierre

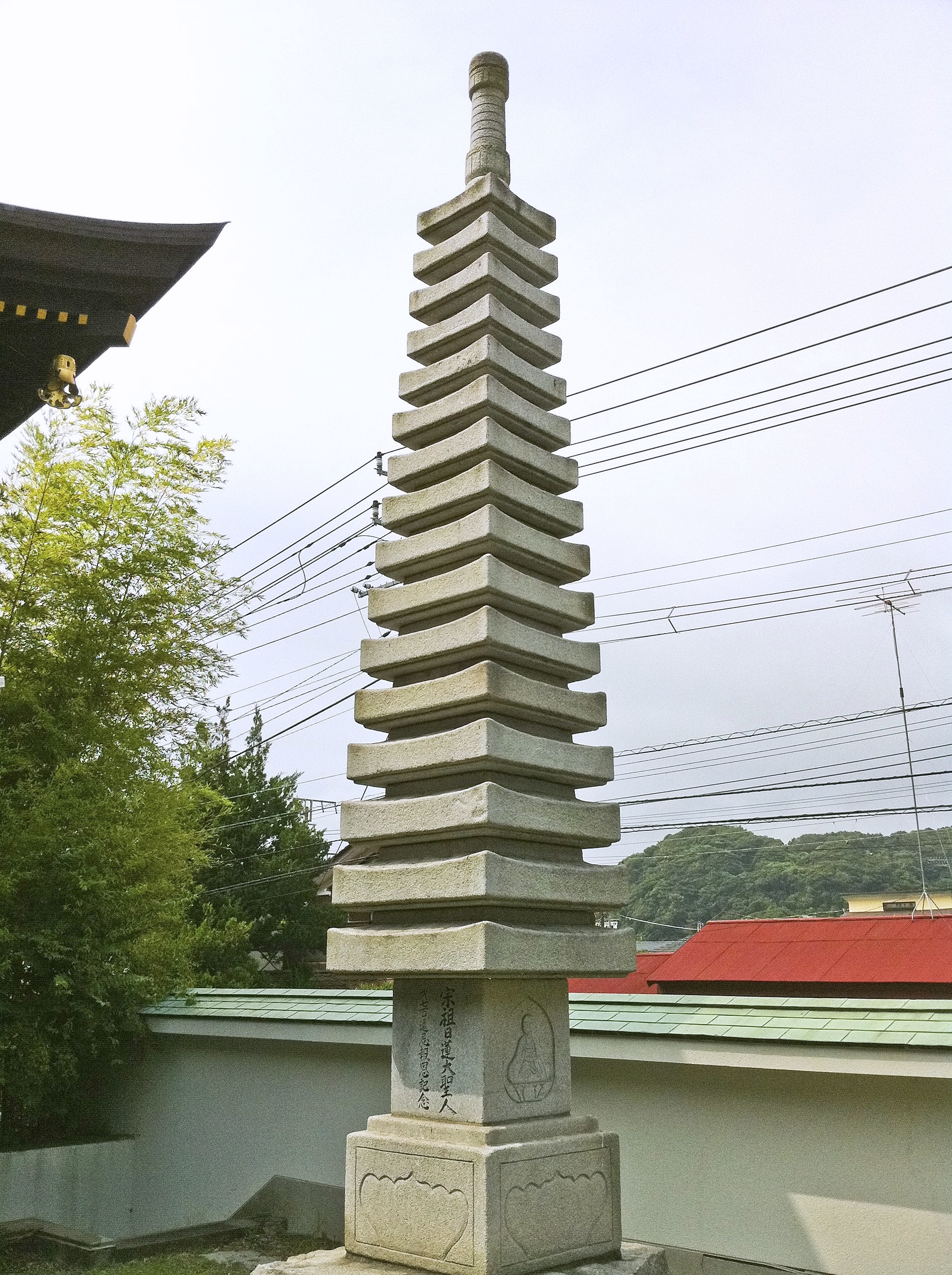
Une rare pagode en pierre à treize niveaux à Chōshō-ji (Kamakura).

Les pagodes en pierre (sekitō), généralement faites de matériaux tels que l'apatite ou le granite, sont beaucoup plus petites que celles en bois et sont finement sculptées. Elles portent souvent des inscriptions en sanskrit, des figurines bouddhistes et des dates de calendrier lunaire japonais nengō. Comme celles faites en bois, elles sont essentiellement classées sur la base du nombre d'étages en tasōtō ou hōtō, mais il y a cependant certains styles qui n'existent pratiquement jamais en bois, à savoir le gorintō, le muhōtō, le hōkyōintō et le kasatōba.

### Tasōtōoutajūtō
À quelques très rares exceptions près, les tasōtō (également appelés tajūtō) ont un nombre impair de niveaux, normalement compris entre trois et treize. Elles font habituellement moins de trois mètres de haut, mais peuvent parfois être beaucoup plus hautes. La plus haute qui existe toujours est la pagode de 13 étages de Hannya-ji à Nara avec 14,12 m de haut. Elles sont souvent consacrées à Bouddha et n'offrent aucun espace utile, mais certaines possèdent cependant un petit espace intérieur dans lequel est conservée une image sacrée. Dans le plus ancien spécimen existant, tandis que les bords de chaque étage sont parallèles au sol, chaque étage successif est plus petit que l'autre, entraînant une courbe fortement inclinée. Les tasōtō plus modernes ont tendance à avoir une courbe moins prononcée.

### Hōtō

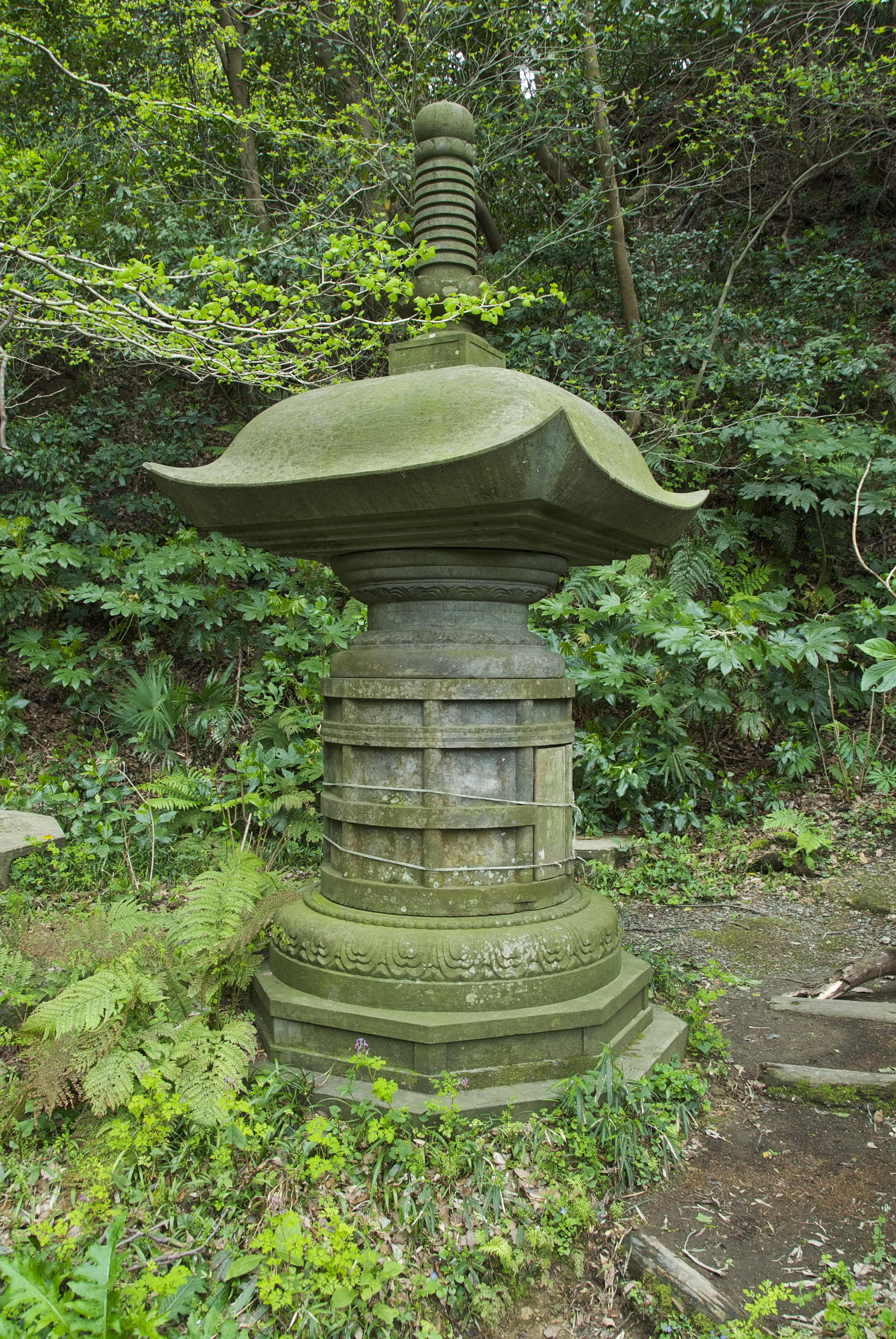
Un hōtō à Ankokuron-ji.

Un hōtō (宝塔, lit. « stūpa bijou ») est une pagode constituée de quatre parties : une pierre de fondation basse, un corps cylindrique avec un sommet arrondi, un toit à quatre pans et un amortissement. Contrairement au tahōtō similaire (voir section ci-dessous), il n'a pas de toit fermé recourbé (mokoshi) autour de son noyau circulaire. Comme le tahōtō, il tient son nom de la divinité bouddhiste Tahō Nyorai (en). Le hōtō apparaît au début de l'époque de Heian quand les sectes Tendai et Shingon arrivent au Japon. De fait, parce qu'il n'existe pas sur le continent asiatique, on pense qu'il a été inventé au Japon.
De nombreux hōtō aux dimensions intégrales ont été construits mais il n'en existe presque plus que des exemplaires miniatures, normalement faits de pierre et / ou en métal.

### Gorintō

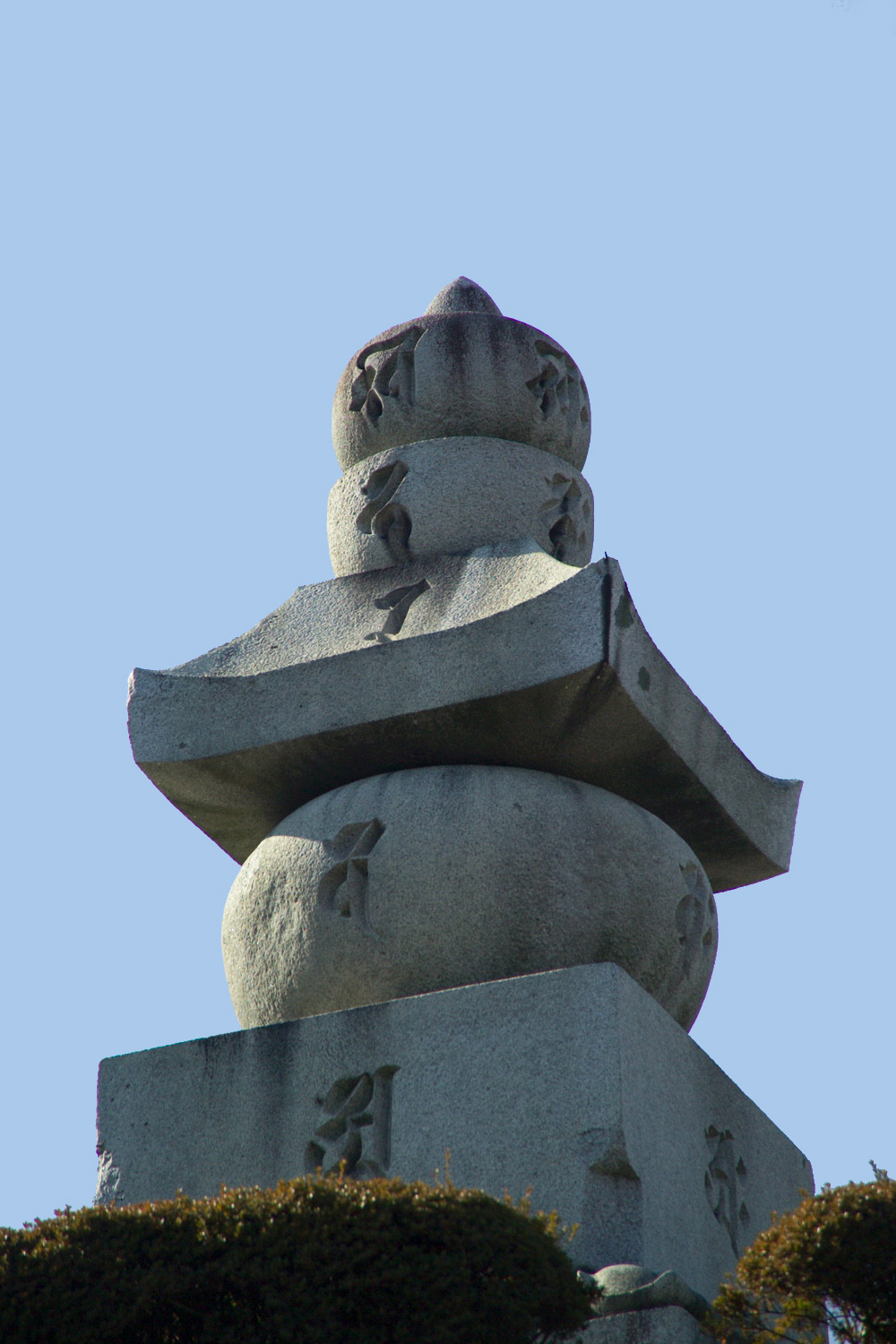
Un gorintō.

Le gorintō (五輪塔, lit. « tour à cinq anneaux ») est une pagode qui se trouve presque uniquement au Japon et aurait été d'abord adoptée par les sectes Shingon et Tendai au milieu de l'époque de Heian. Utilisé comme un marqueur de tombe ou comme cénotaphe, le gorintō est donc chose commune dans les temples bouddhistes et les cimetières. Il est aussi appelé gorinsotōba (五輪卒塔婆, « stūpa à cinq anneaux ») ou goringedatsu (五輪解脱), où le terme sotoba est une translittération du mot sanskrit stūpa.
Dans toutes ses variations, le gorintō se compose de cinq sections (bien que ce nombre peut parfois être difficile à détecter), chacune reprenant les cinq formes qui symbolisent les cinq éléments considérés comme les éléments constitutifs de base de la réalité : la terre (cube), l'eau (sphère), le feu (pyramide), l'air (croissant) et l'éther, l'énergie ou le vide (lotus). Les deux derniers anneaux (air et l'éther) sont visuellement et conceptuellement unis dans un seul sous-groupe.

### Hōkyōintō

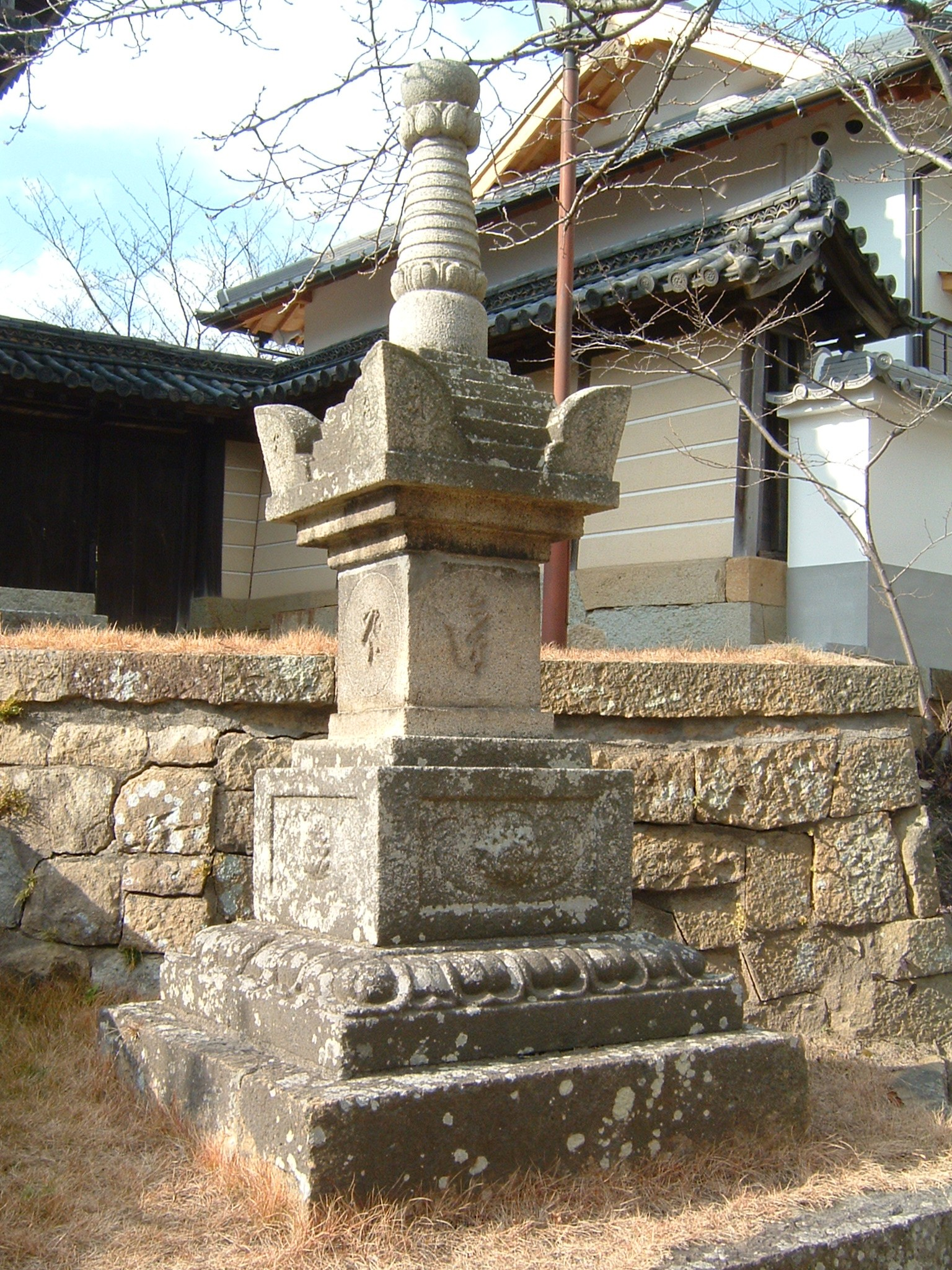
Un hōkyōintō.

Le hōkyōintō (宝篋印塔) est une grande pagode en pierre ainsi appelée parce qu'elle contenait à l'origine le sūtra Hōkyōin (宝篋印) dharani (陀羅尼). Il était initialement utilisé comme cénotaphe pour Qian Liu (en), le roi de Wuyue en Chine. 
La tradition des hōkyōintō au Japon aurait commencé durant la période Asuka (550-710 CE). Ils étaient en bois à l'origine puis ont commencé à être faits uniquement en pierre à l'époque de Kamakura. C'est également au cours de cette période qu'ils commencent à être utilisés comme pierres tombales et cénotaphes,. Comme les gorintō, ils sont divisés en cinq sections principales représentant les cinq éléments de la cosmologie chinoise. Le soutra qu'ils cachent parfois contient tous les actes pieux d'un bouddha Tathagata et les fidèles croient qu'en priant devant le hōkyōintō leurs péchés seront annulés, qu'ils seront protégés contre les catastrophes au cours de leur vie et qu'après la mort ils iront au paradis.

### Muhōtōorrantō

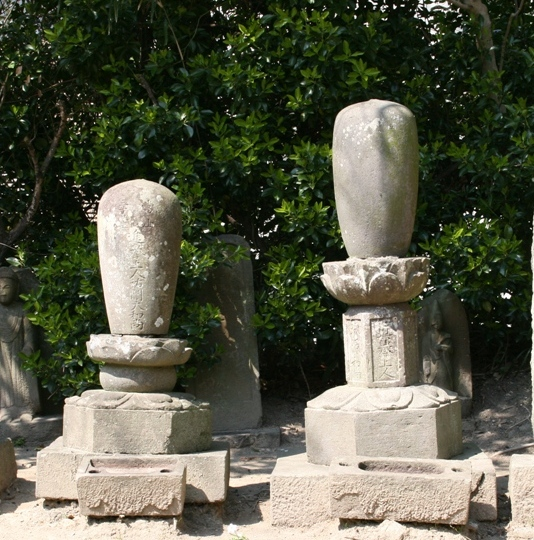
Un muhōtō.

Le muhōtō (無縫塔, lit. « tour sans reprise ») ou rantō (卵塔, lit. « tour œuf ») est une pagode qui marque habituellement le lieu de sépulture d'un prêtre bouddhiste. Utilisé à l'origine par les seules écoles du zen, il a été plus tard aussi adopté par les autres écoles. Sa partie supérieure caractéristique en forme d’œuf est censée être un symbole phallique.

### Kasatōba
Un kasatōba (笠塔婆, « stupa parapluie ») (voir photo dans la galerie ci-dessous) est simplement un poteau de pierre carré placé sur une base carrée et couvert par un toit pyramidal. Sur le sommet se trouvent une pierre en forme de bol et une pierre en forme de lotus. Le tronc peut être sculpté avec des mots sanscrits ou des images de divinités bouddhiques en bas-reliefs. Il peut aussi contenir des roues de pierre qui permettent aux fidèles de tourner autour du stūpa tout en priant comme avec un moulin à prières.

### Sōrintō
Le sōrintō (相輪橖) est un type de petite pagode constituée simplement d'un poteau et d'un sōrin.

## Pagodes en bois

### Tasōtō

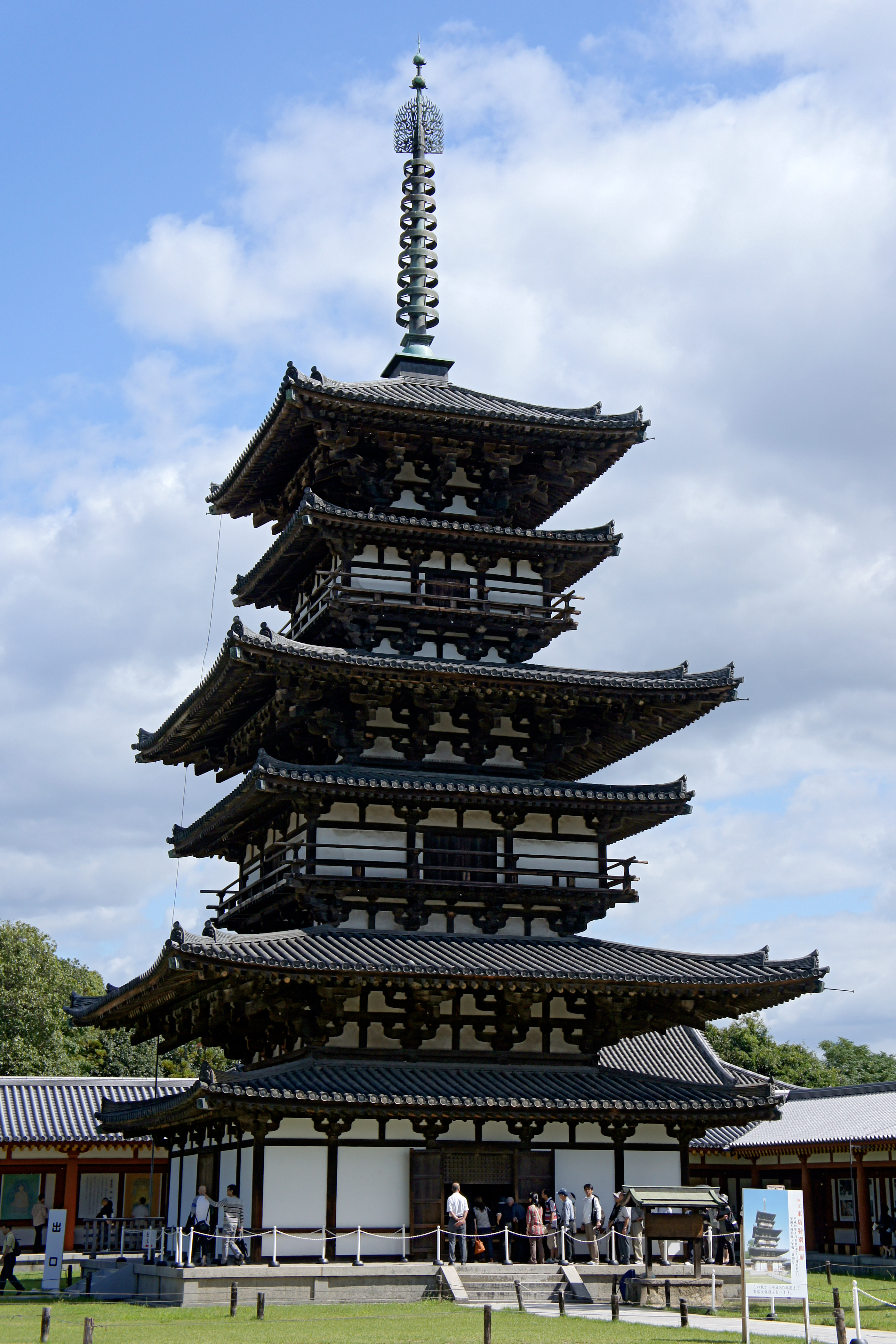
Pagode est de Yakushi-ji.

Les tasōtō en bois sont des pagodes avec un nombre impair de niveaux. Certaines peuvent sembler en avoir un nombre pair en raison de la présence entre les niveaux de toits enclos recourbés purement décoratifs appelés mokoshi. Un fameux exemple en est la pagode est de Yakushi-ji (voir photo à gauche), qui semble avoir six niveaux mais n'en possède en fait que trois. Un autre est le tahōtō (voir ci-dessous), qui a un unique niveau plus un mokoshi sous son toit et semble donc avoir deux niveaux. Il a existé des pagodes à sept ou neuf niveaux, mais toutes celles qui existent encore ont soit trois niveaux (et sont donc appelées sanjū-no-tō (三重塔, lit. « pagode à trois niveaux »)) ou cinq (et sont appelées gojū-no-tō (五重塔, lit. « pagode à cinq niveaux »)（Tanzan Jinja à Sakurai, Nara, possède une pagode à treize niveaux, qui cependant, pour des raisons structurelles, est classée séparément et n'est pas considérée comme tasōtō.). Construite entre 685 et 706, la plus ancienne pagode à trois niveaux se trouve au Hokki-ji de Nara. La plus ancienne pagode à cinq niveaux encore existante, construite durant la période Asuka (538-710), appartient au Hōryū-ji. Le plus grand tasōtō en bois se trouve à Tō-ji, Kyoto. Il possède cinq niveaux et fait 54 m de haut.

### Hōtō

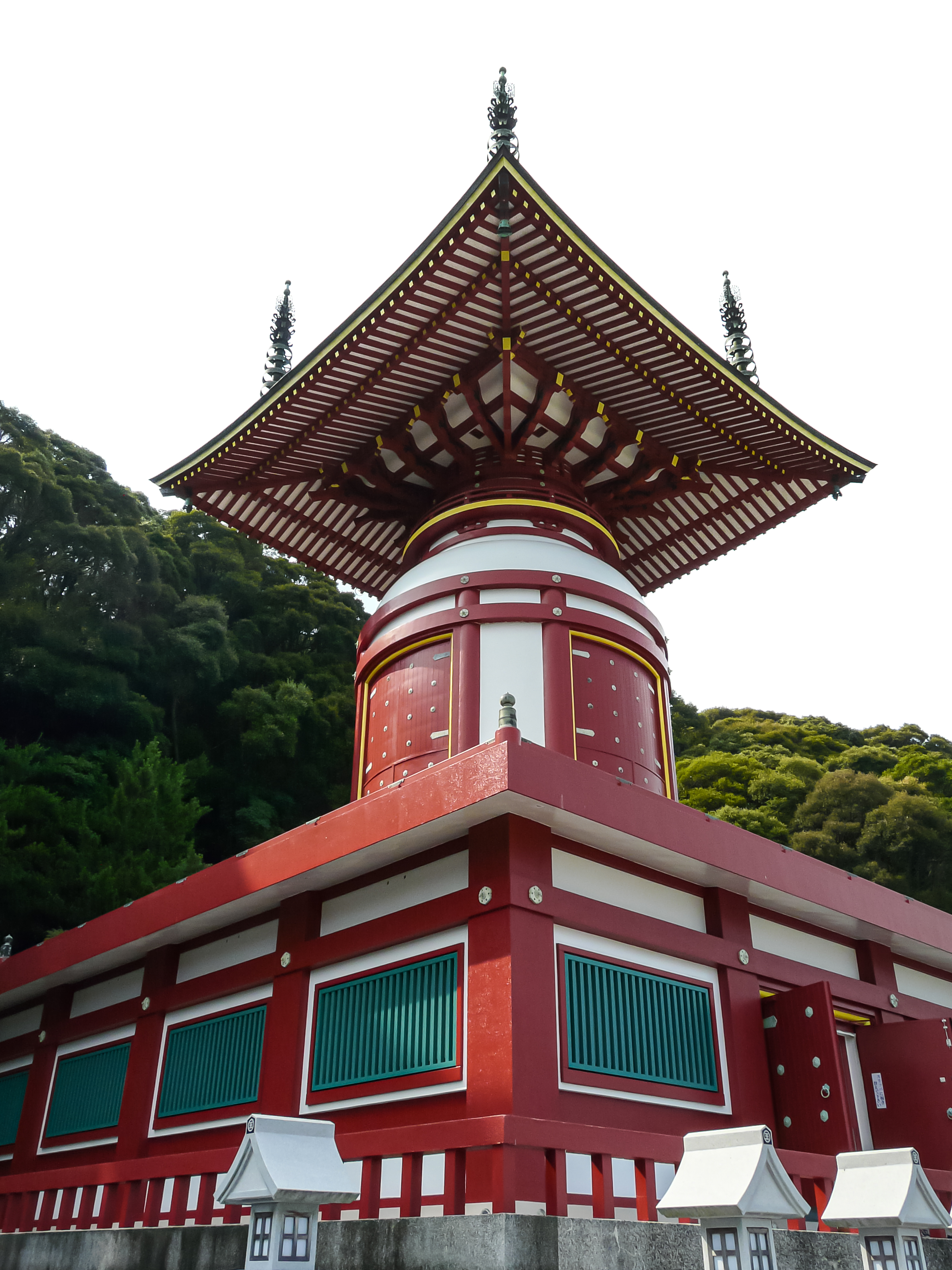
Un hōtō à Yakuō-ji, préfecture de Tokushima.

Un hōtō en bois est un type rare de pagode composé de quatre parties : une pierre de fondation basse, un corps cylindrique avec un sommet arrondi, un toit pyramidal et un amortissement. Contrairement au tahōtō similaire (voir section ci-dessous), le hōtō ne possède pas de toit carré clos recourbé (mokoshi) autour de son noyau cylindrique. Comme le tahōtō, il tient son nom de la divinité bouddhiste Tahō Nyorai (). Le hōtō apparaît au début de l'époque de Heian quand les sectes bouddhistes Tendai et Shingon arrivent au Japon.
De nombreux hōtō aux dimensions intégrales ont été construits mais il n'en existe presque plus que des exemplaires miniatures, normalement faits de pierre et / ou en métal. Un bon exemple de hōtō de pleines dimensions se trouve au Honmon-ji de Nishi-magome, Tokyo. La pagode fait 17,4 m de haut et 5,7 m de large.

### Tahōtō

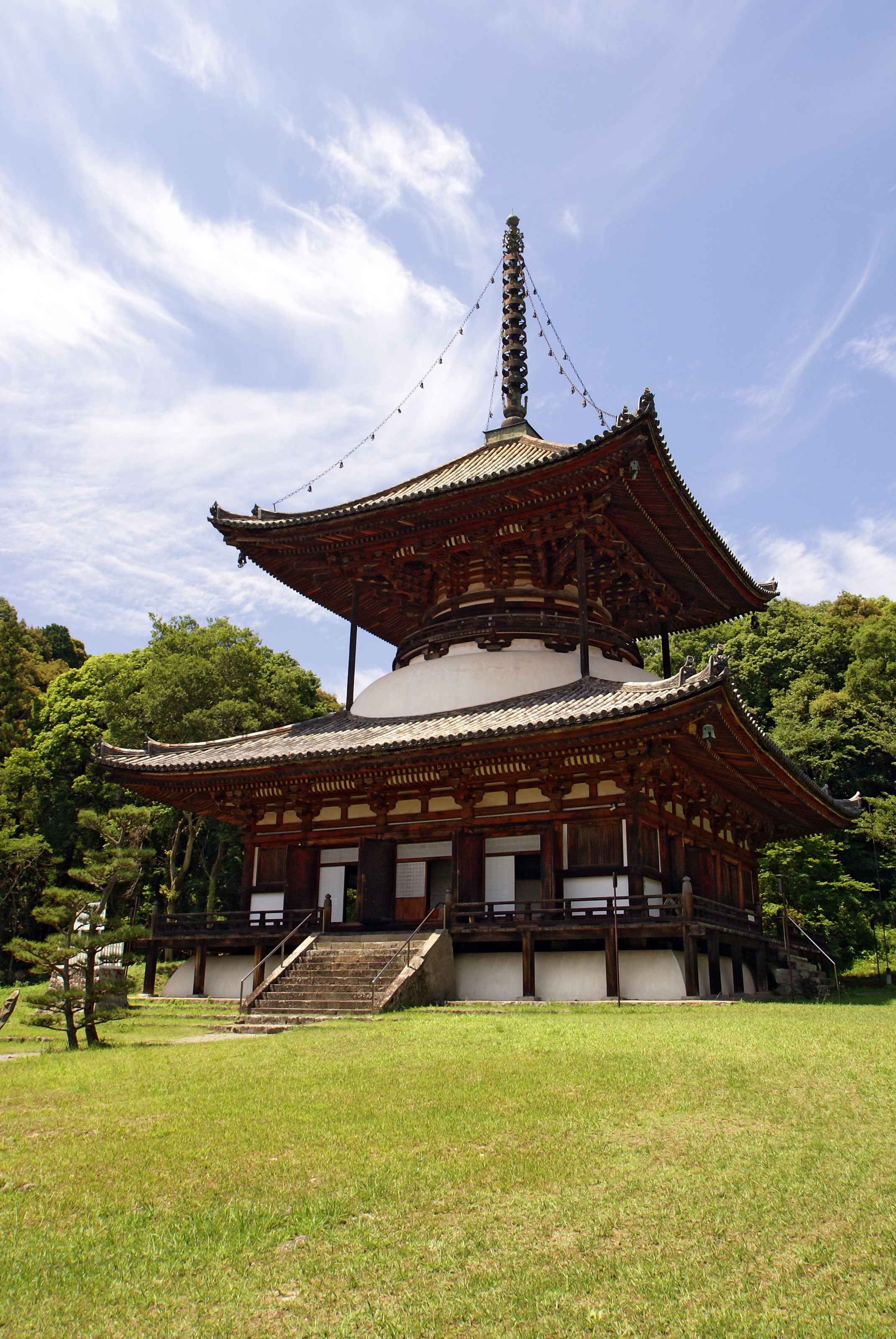
Daitō de Negoro-ji.

Le tahōtō est un type de pagode en bois, unique pour avoir un nombre pair de niveaux (deux), le premier carré avec un noyau arrondi, le second circulaire. Ce style de tō a été créé autour de la base cylindrique d'un hōtō (voir ci-dessus) avec une galerie couverte carrée appelée mokoshi,. Le noyau de la pagode a juste un niveau avec son plafond au-dessous du second niveau circulaire qui n'est pas accessible. Comme le tasōtō et le rōmon, en dépit de son apparence, il offre donc un espace utilisable uniquement au rez-de-chaussée.
Parce que ce genre n'existe ni en Corée ni en Chine, il est censé avoir été inventé au Japon au cours de l'époque de Heian (794-1185). Le tahōtō était suffisamment important pour être considéré comme l'un des sept bâtiments indispensables (shichidō garan) d'un temple Shingon. Kūkai lui-même est responsable de la construction du tahōto de Kongōbu-ji au mont Kōya.

#### Daitō

Le plan d'étage du daitō de Negoro-ji.

Habituellement, la base d'un tahōtō est de 3 ken de côté avec quatre grands piliers appelés shitenbashira (四 天柱) dans les coins (voir dessin). La pièce de forme shitenbashira abrite un sanctuaire où sont vénérés les principaux objets du culte.
Il existe aussi des tahōtō plus grands, de 5 × 5 ken de côté appelés daitō (大塔, lit. « grandes pagodes ») du fait de leurs dimensions. C'est le seul type de tahōtō à conserver la structure originale avec un mur séparant le couloir (mokoshi) du noyau de la structure. Ce type de pagode était autrefois commun, mais, de tous les daitō jamais construits, seulement trois existent encore. L'un se trouve au Negoro-ji de la préfecture de Wakayama, un autre à Kongōbu-ji, également à Wakayama, et le dernier à Kirihata-dera, préfecture de Tokushima. Le daitō de Kongōbu-ji a été fondé par Kūkai de la secte du bouddhisme Shingon. L'exemplaire de Negoro-ji (voir photo ci-dessus), trésor national, fait 30,85 m de haut.

### Sotōba
On trouve souvent sur les tombes des cimetières japonais des bandes offertoires de bois à cinq subdivisions et couvertes d'inscriptions complexes appelées sotōba (卒塔婆) (voir photo dans la galerie ci-dessous). Ces inscriptions contiennent des sūtras et le nom posthume de la personne décédée. Leur nom provient du stūpa sanskrit et elles peuvent aussi être considérées comme des pagodes.

Itabō, Itatōba, Itagōba, Hiratōba, Bantōba ou Pantapo (Sotōba)
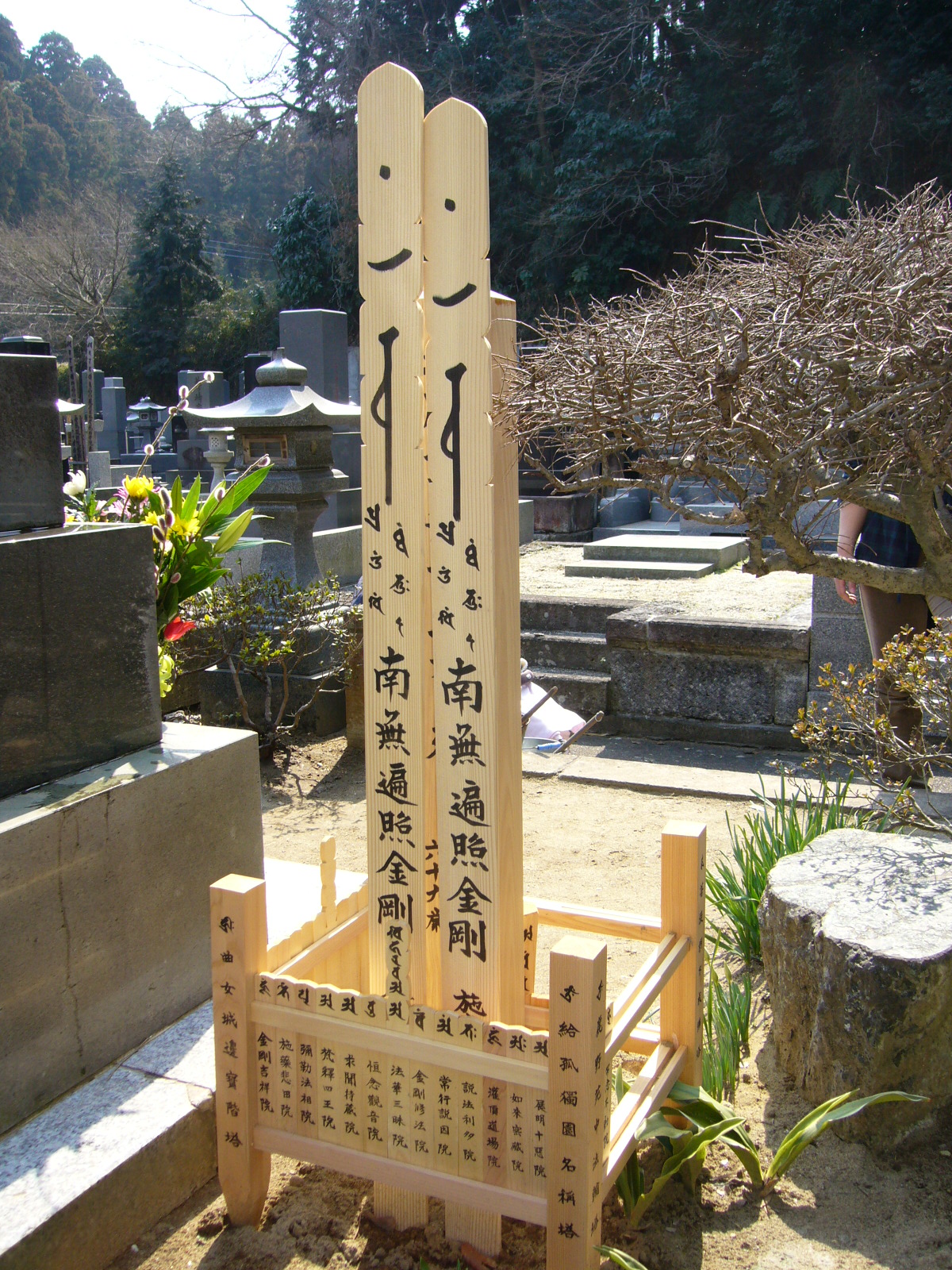
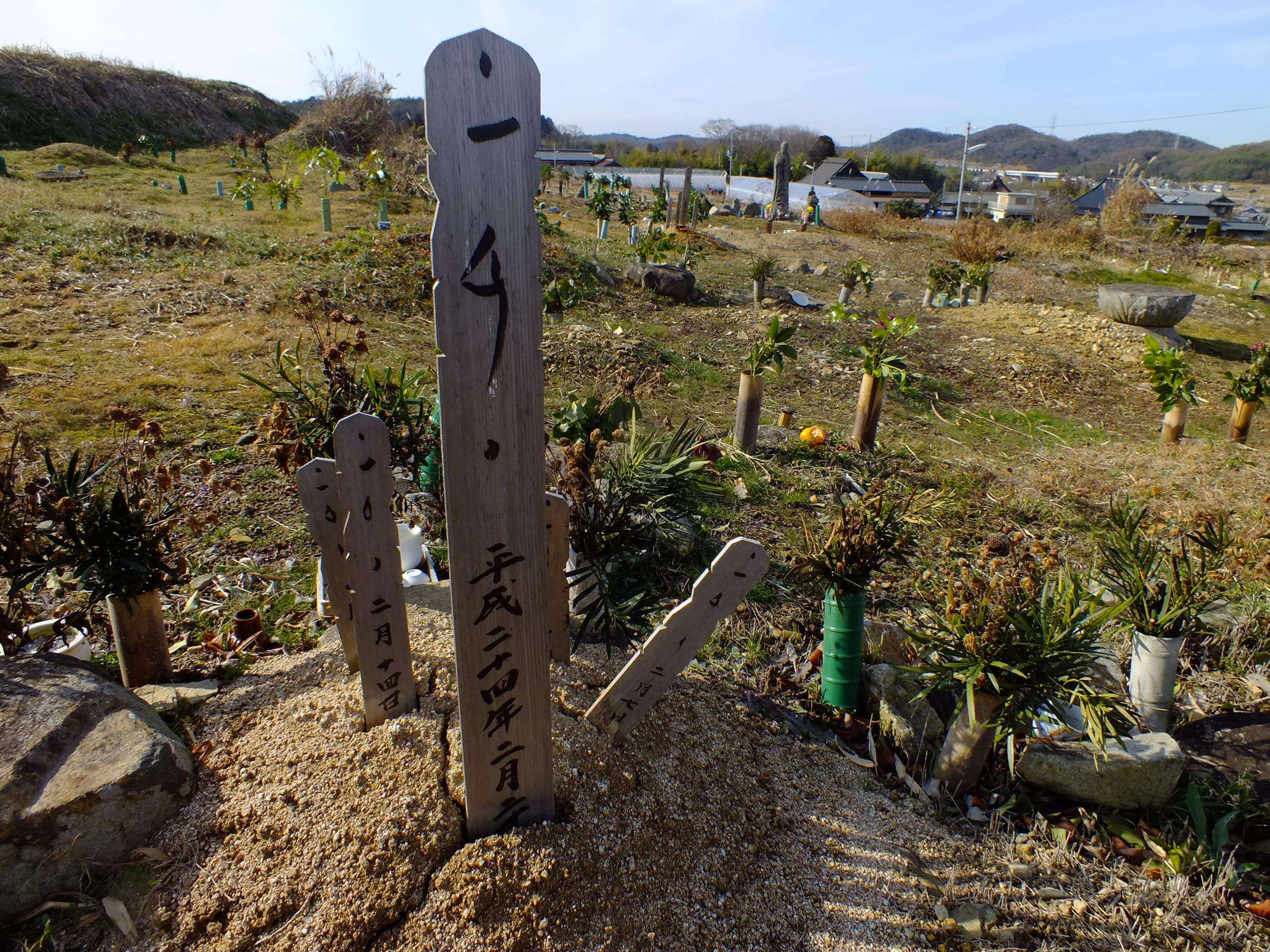
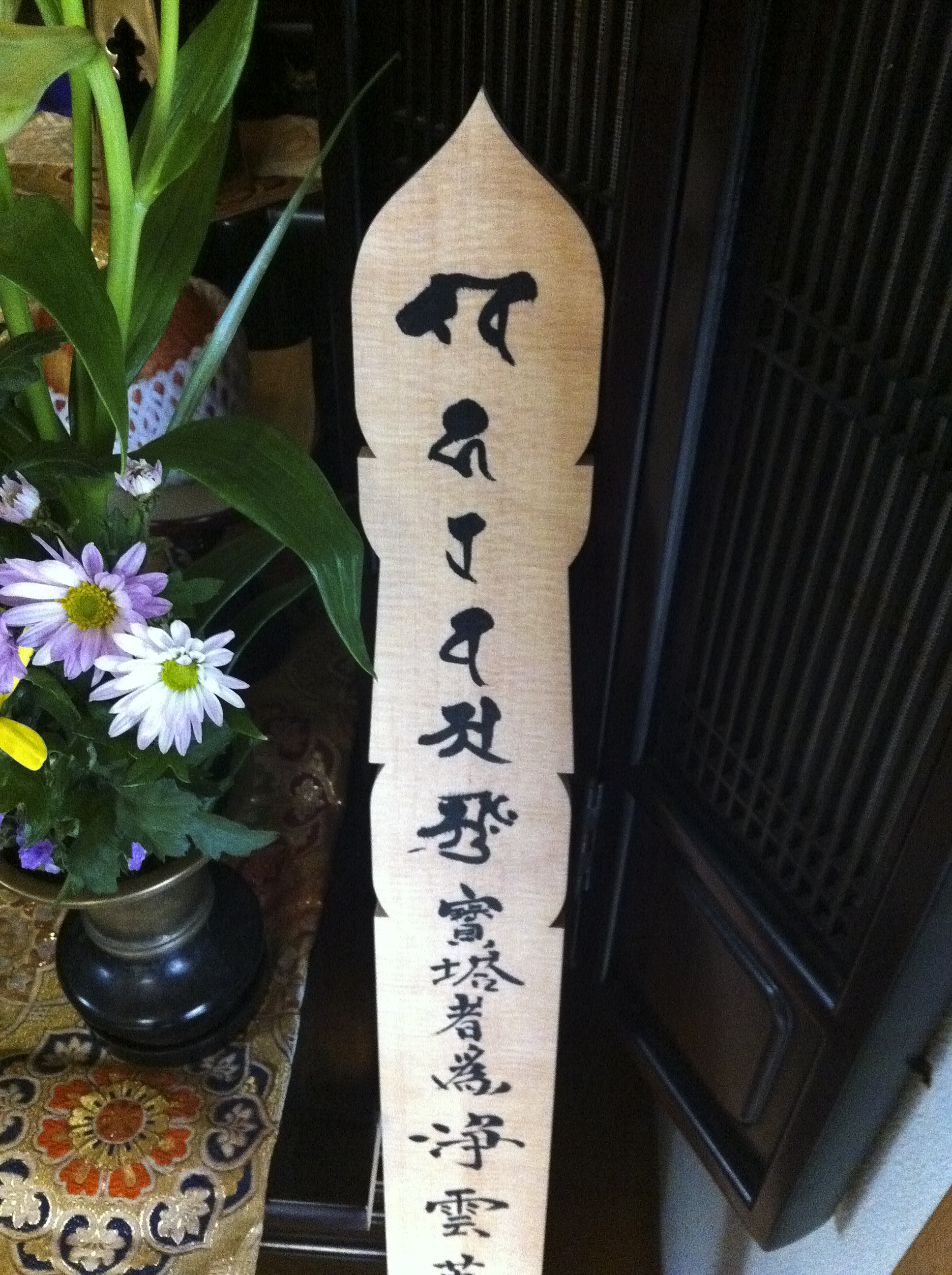
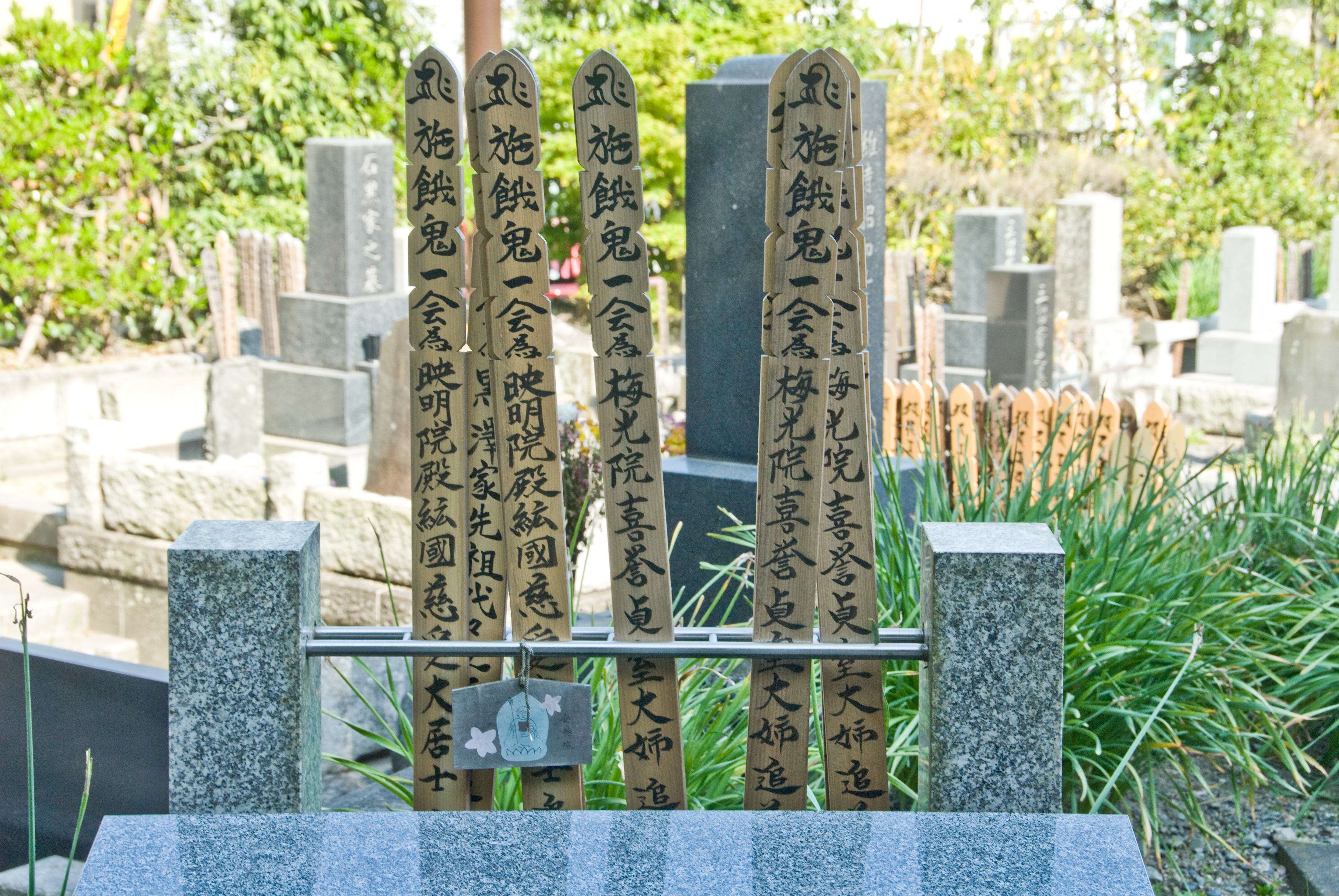
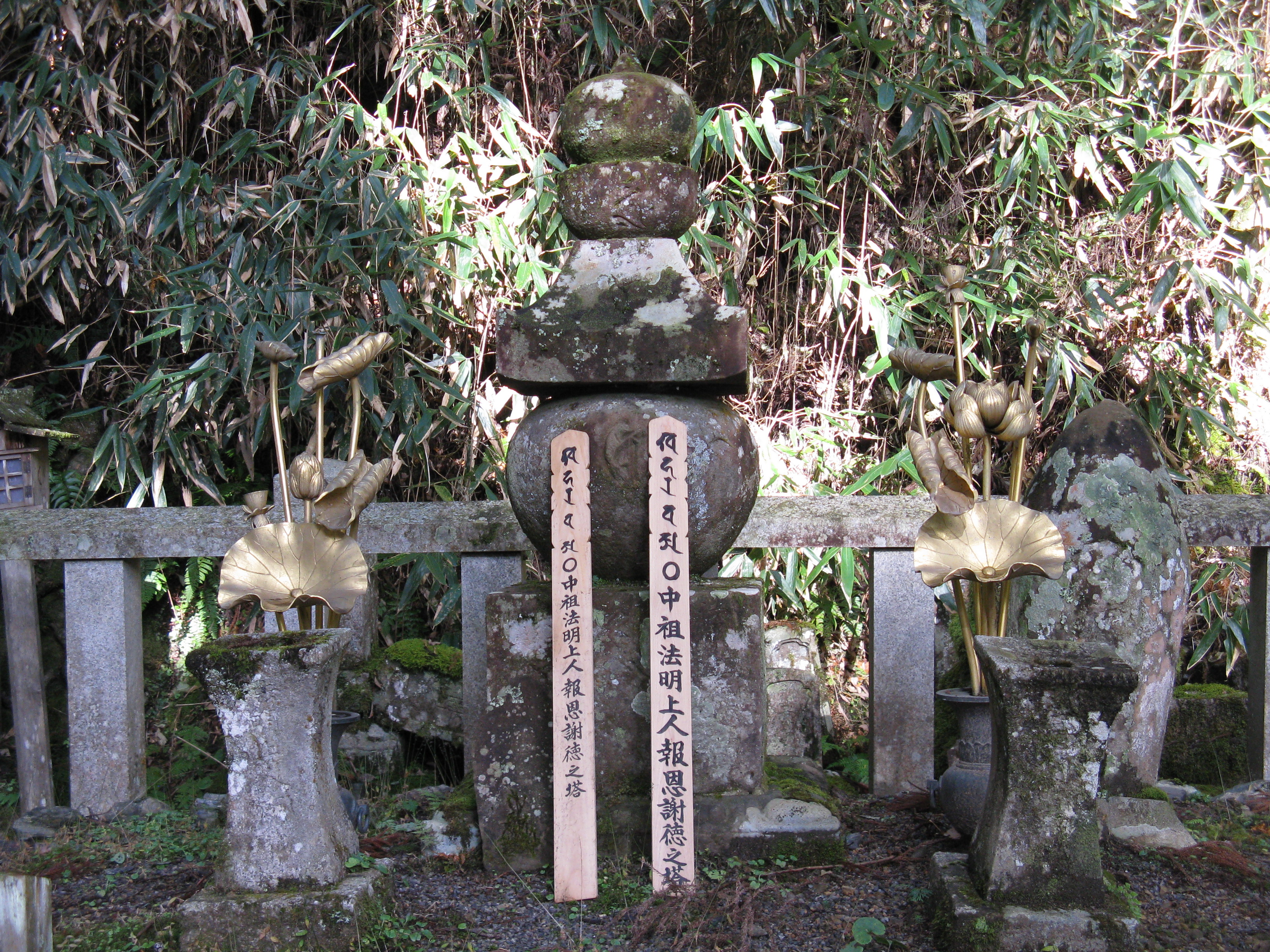
Itatōba et Gorintō